# The Works (The Corrs)
The Works - A 3 CD Retrospective (Los Trabajos) es una colección discográfica de la banda irlandesa The Corrs, publicada entre agosto y septiembre de 2007 en algunos países por la discográfica Rhino. La caja se compone de tres discos con varios éxitos de la banda a lo largo de sus años de carrera, más varios temas que no fueron editados como sencillo. No obstante no incluye "Caras B" ni rarezas.

## Temas

### Disco 1
1. Runaway
2. Dreams
3. What Can I Do?
4. Irresistible
5. I Never Loved You Anyway
6. Love To Love You
7. Forgiven, Not Forgotten
8. Leave Me Alone
9. Secret Life
10. The Right Time
11. Heaven Knows
12. Someday
13. Closer
14. Leave Me Alone
15. When He's Not Around
16. Don't Say You Love Me
17. Love Gives Love Takes
18. Hopelessly Addicted
19. Erin Shore (Instrumental)

### Disco 2
1. Breathless
2. So Young
3. Radio
4. Give Me A Reason
5. Only When I Sleep
6. Intimacy
7. Queen Of Hollywood
8. No Good For Me
9. Little Wing
10. All The Love In The World
11. All In A Day
12. At Your Side
13. No More Cry
14. Give It All Up
15. Say
16. One Night ("Una Noche" - Alejandro Sanz)
17. Rain
18. Hurt Before
19. Rebel Heart (Instrumental)

### Disco 3
1. Summer Sunshine
2. Angel
3. Long Night
4. Old Town
5. Heart Like A Wheel
6. Black Is The Colour
7. Haste To The Wedding
8. No Frontiers ("Unplugged")
9. Love In The Milky Way
10. Looking In The Eyes Of Love
11. Somebody For Someone (Acústica)
12. No More Cry (Acústica)
13. At Your Side (Acústica)
14. When The Stars Go Blue (Feat. Bono)
15. Dreams (Tee's Radio Mix)
16. So Young (K Klass Remix)
17. What Can I Do (Tin Tin Out Remix)
18. Radio (Unplugged)
19. Goodbye (2006 Remix)

- Datos: Q60824